# Down South
"Down South" is een single van de Nederlandse bluesband The Rob Hoeke Boogie Woogie Quartet uit 1965.
Het nummer werd in 1965 uitgebracht, maar werd pas een hit toen het vijf jaar later opnieuw werd uitgebracht. Met de achtste plaats in de Nederlandse Top 40 is het de enige top 10-hit voor Hoeke.

## NPO Radio 2 Top 2000
Down South stond alleen in 1999 in de NPO Radio 2 Top 2000, op plek 1276.